# 速霸陸技術國際
速霸陸技術國際有限公司（日语：スバルテクニカインターナショナル株式会社）為日本富士重工業（今速霸陸）麾下之子公司，簡稱為「STI」，專門負責企劃和參與競速賽車活動、製造和銷售汽車零配件等。

## 概要
公司所在地位於富士重工業（今速霸陸）的東京事業所内，主要從事賽車活動（世界拉力錦標賽等）、汽車零配件之製造與銷售、改裝車輛等業務。以往稱作最後一個字母為小寫的「STi」，後來2005年4月25日起改成三個字母全部大寫的「STI」。

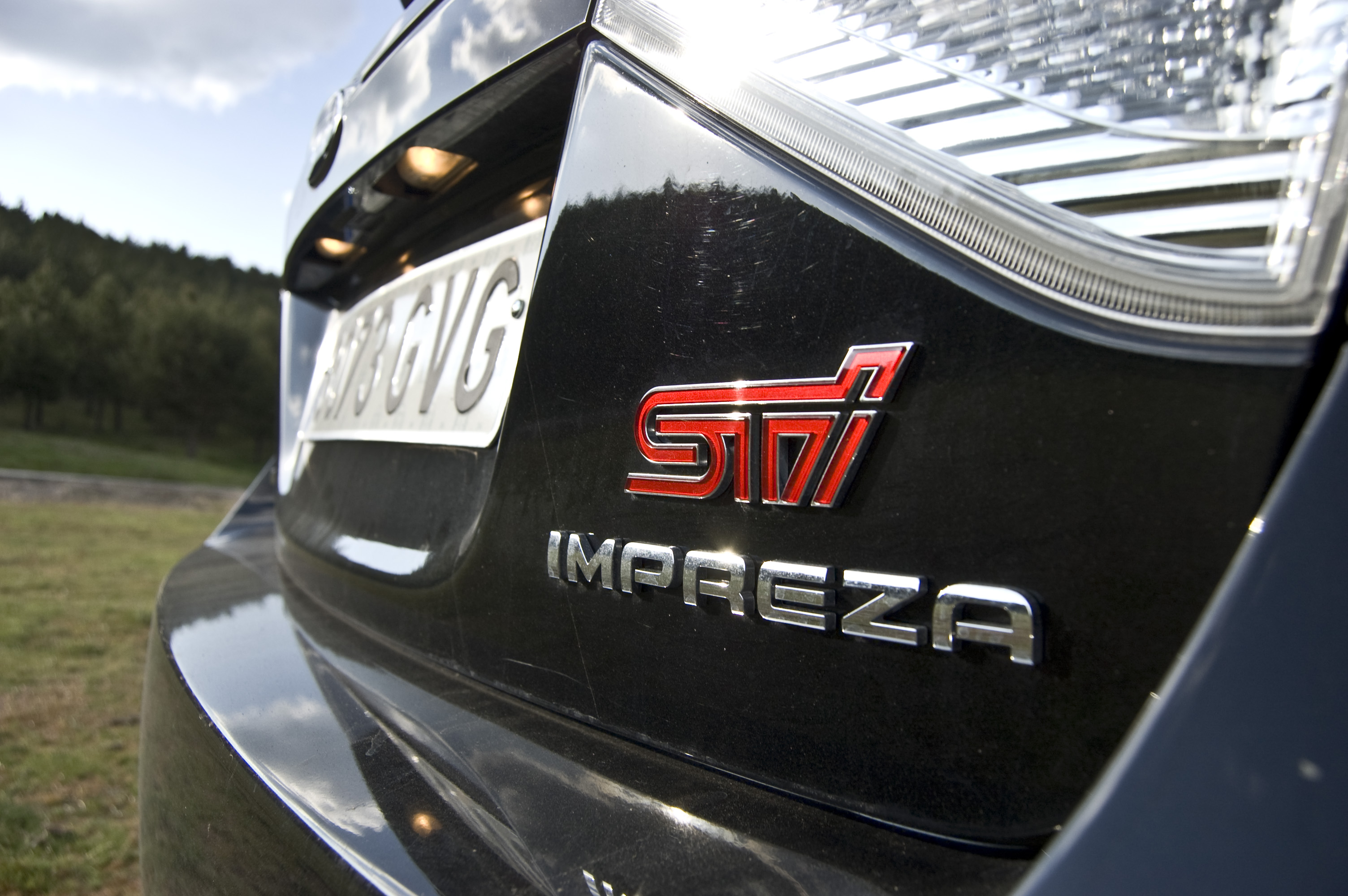
速霸陸Impreza車尾之STI標誌

1988年4月2日富士重工業以5千萬日圓的資本額創設速霸陸技術國際，由久世隆一郎出任首任社長，翌年1月12日增資至2億5千萬日圓。同年1月21日該公司技術支援尚未面世的第一代Legacy RS車型在美國亞利桑那州鳳凰城進行10萬公里耐久行走試驗，以平均速度223.345km/hr創下當時的世界紀錄；此紀錄乃以19日內包含加油、保養維修等達成，並保持了16年之久。1990年首度投入世界拉力錦標賽，僅取得綜合第4名的成績。1995年至1997年之間是速霸陸車隊最風光的時候，他們連續三年奪下廠商車隊冠軍，其中英國籍賽車手科林·麥克雷更獲得1995年度賽車手冠軍。隨著屢戰屢勝的捷報，富士重工業順勢將代表性車款速霸陸Impreza推向性能的巔峰。
自成立以來，STI為富士重工業旗下所有車種推出過性能版本，一般賦予「STI」或「tS」之字綴。在日本本土市場，該公司也為競速賽事或市售版之車輛提供升級套件。

## 內部連結
- 速霸陸
- 桂田勝

## 外部連結
- （日語）日文官方網站 （页面存档备份，存于）
- （英文）英文官方網站 （页面存档备份，存于）